# Thalassodes nivestrota
Thalassodes nivestrota là một loài bướm đêm trong họ Geometridae.